# INTERBALL
Interbol（俄语：Интербол）是一个由俄罗斯主导的多国合作太空项目，旨在研究地球磁层中的各种等离子体过程。系统由两对航天器组成，分别位于极光上方和磁层尾部，每对航天器均有一颗“预报”型卫星和较小的Magion卫星组成。该项目是空间科学机构间咨询小组（IACG）计划的一部分，该小组由欧洲航天局、美国国家航空航天局、俄罗斯航天局和日本宇宙航空研究开发机构组成。根据该计划，上述机构的十个核心航天器系统将在空间上分布在L1和L2日地平动点之间，以研究日地关系。